# Kemestaródfa
Kemestaródfa ist eine ungarische Gemeinde im Kreis Körmend im Komitat Vas. Die Gemeinde entstand 1939 durch den Zusammenschluss der Orte Kemesmál und Taródfa.

## Geografische Lage
Kemestaródfa liegt 7 Kilometer südwestlich der Kreisstadt Körmend. Auf dem Gebiet der Gemeinde mündet der Fluss  Strem in den Fluss Pinka. Nachbargemeinden sind Vasalja, Magyarnádalja und Csákánydoroszló.

## Sehenswürdigkeiten
- Miród-Quelle, Rákos-Brunnen (Miród-forrás, Rákos-kút)
- Römisch-katholische Kirche Sarlós Boldogasszony, erbaut 1914

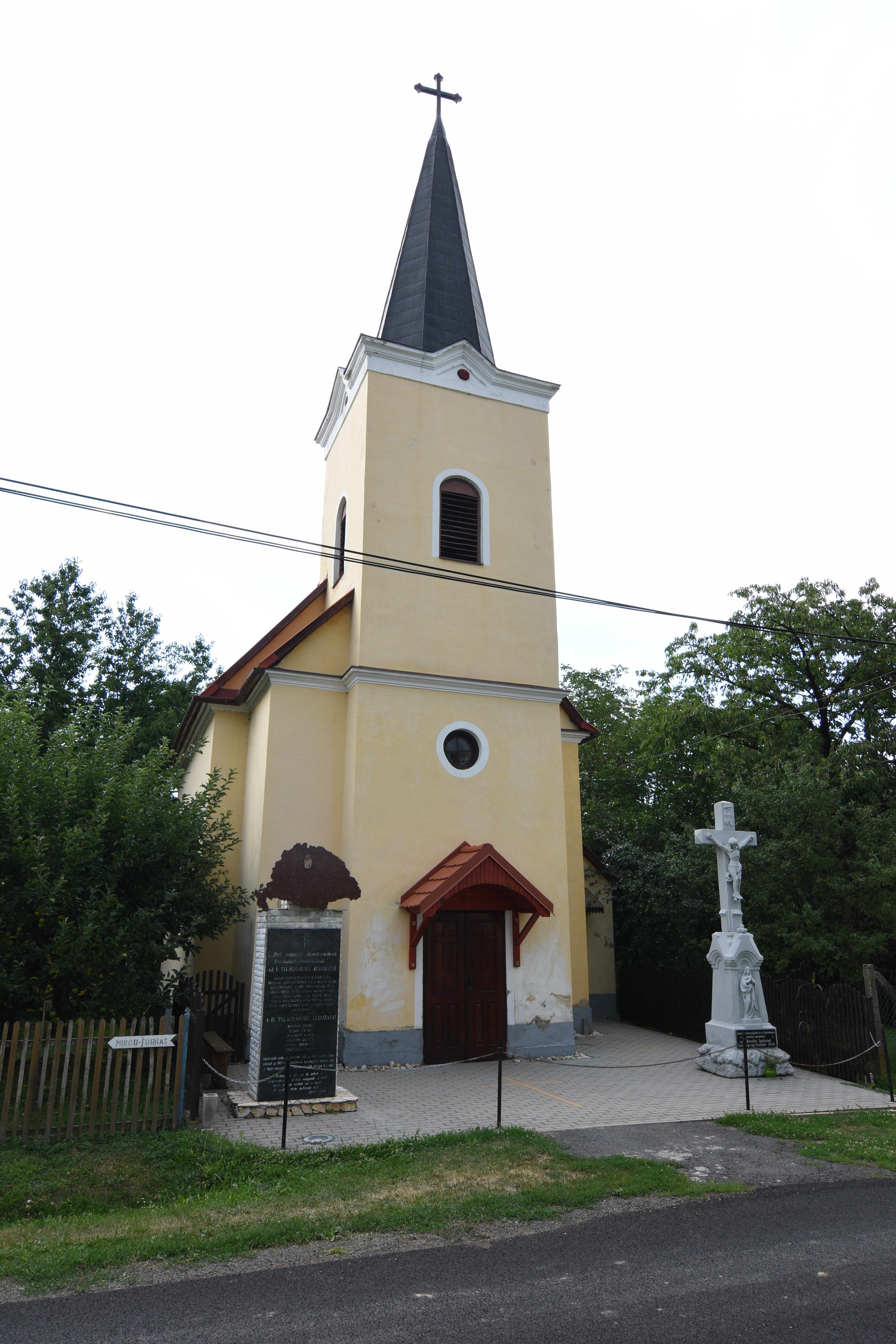
Röm.-kath. Kirche Sarlós Boldogasszony
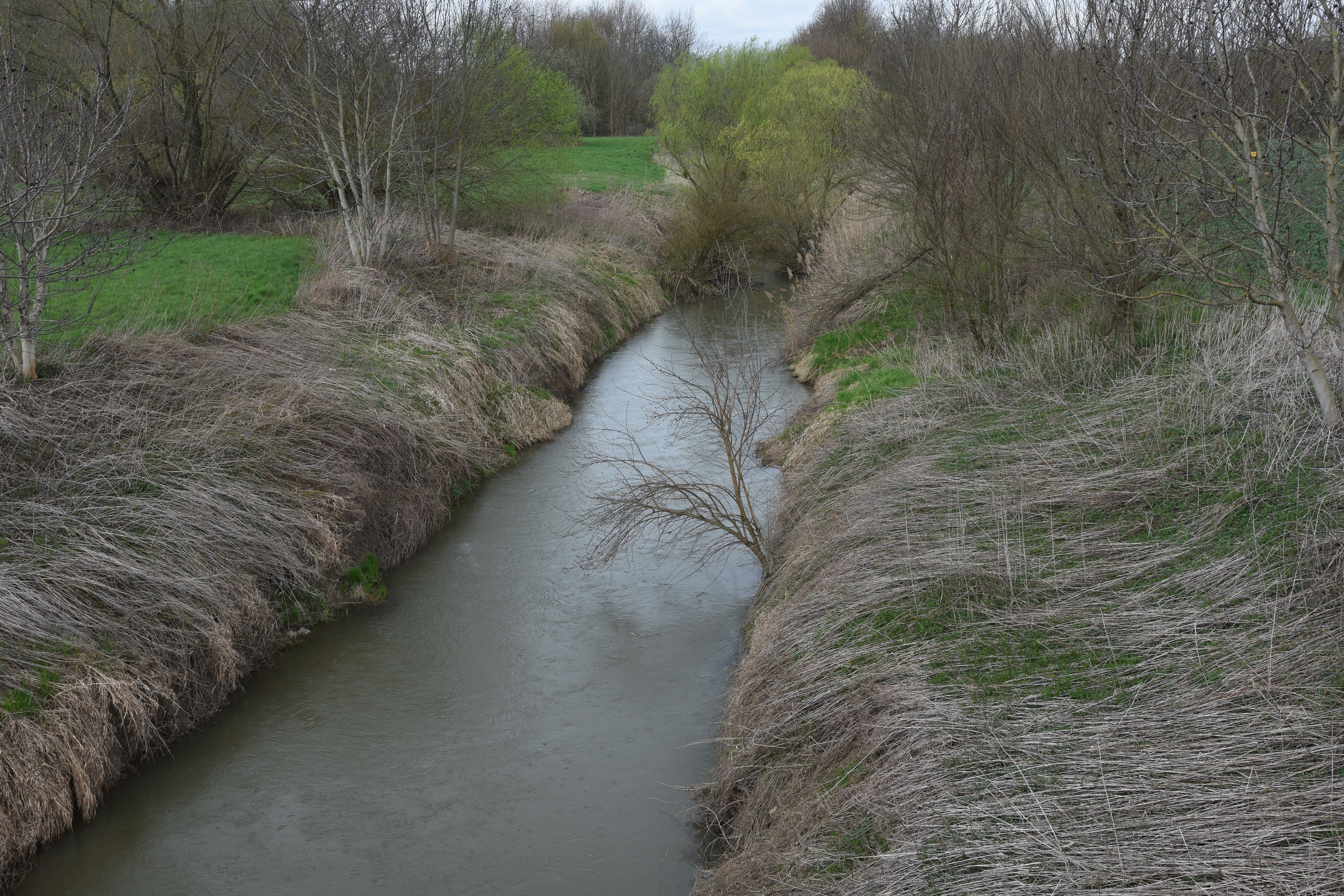
Der Fluss Pinka bei Kemestaródfa

## Verkehr
Durch Kemestaródfa verläuft die Landstraße Nr. 7452, südlich des Ortes die Hauptstraße Nr. 8 und die Schnellstraße M80. Es bestehen Busverbindungen über Horvátnádalja nach Körmend sowie nach Csákánydoroszló, wo sich der nächstgelegene Bahnhof befindet.